# Hopwas Hays
Hopwas Hays var en civil parish 1866–1934 när det uppgick i Wiggington, i grevskapet Staffordshire i England. Civil parish var belägen 7 km från Lichfield och hade 3 invånare år 1931.